# Sobrescobio
Sobrescobio è un comune spagnolo di 831 abitanti situato nella comunità autonoma delle Asturie. In località Rioseco scorre il fiume Nalón.